# Susana Andrade
Susana Andrade (sinh ngày 9 tháng 2 năm 1963) là một kiểm sát viên, nhà báo, người viết cột chuyên mục, nhân vật tôn giáo Umbanda, và nữ chính trị gia người Uruguay.

## Tiểu sử
Susana Andrade được sinh ra ở Montevideo trong một gia đình có tám anh chị em. Cô học tại Khoa Luật (Đại học Cộng hòa)  của Đại học Cộng hòa. Cô làm người viết một chuyên mục cho tờ báo La República từ năm 2004. Cô thuộc Danh sách Không gian 711 của Broad Front.
Andrade được biết đến với cái tên Mae Susana de Oxum trong tôn giáo Umbanda từ năm 1991. Cô là người Umbanda gốc Phi đầu tiên nắm giữ chức vụ Phó Cộng hòa. Andrade là người sáng lập của Tập đoàn Atabaque.
Năm 2008, Andrade tham gia vào dự án Dueños de la encrucijada, trong đó cô phân tích các nghi thức tôn giáo của người Brazil gốc Phi.
Vào năm 2015, Andrade đã cho ra đời cuốn sách Mima Kumba, trong cuốn sách cô đề cập đến "những khó khăn trong việc chèn ép của xã hội đối với một phụ nữ dân quân theo tôn giáo người gốc Phi và người gốc Phi nói chung". Tác giả tổng hợp những câu thơ, suy nghĩ và những bài viết của riêng cô.
Cô đã kết hôn với Julio Kronberg, và hai người có hai đứa con, Germán và Naomi Kronberg Andrade.

## Sách đã xuất bản
2008, Dueños de la Encrucijada (đồng tác giả)
2009, Entre la religión y la política
2015, Mima Kumba y otros encantos negros
2018, Resiliencia Africana